# Martin Kartavi
Martin Kartavi, född 9 mars 2004, är en israelisk simmare.

## Karriär
Vid junior-EM 2021 i Rom tog Kartavi brons på 50 meter frisim. Vid junior-EM 2022 i Otopeni tog han återigen brons på 50 meter frisim. Vid EM 2022 i Rom slutade Kartavi på 43:e plats på 50 meter frisim och på 46:e plats på 100 meter frisim samt var en del av Israels kapplag som slutade på 13:e plats på 4×100 meter frisim.
Vid EM 2024 i Belgrad slutade Kartavi på 12:e plats på 50 meter frisim, 29:e plats på 50 meter fjärilsim och 39:e plats på 100 meter frisim. Han var även en del av Israels kapplag som slutade på sjunde plats på 4×100 meter frisim och på åttonde plats på 4×100 meter medley. Vid olympiska sommarspelen 2024 i Paris blev Kartavi utslagen i försöksheatet på 50 meter frisim och slutade på totalt 19:e plats. Vid kortbane-VM 2024 i Budapest slutade han på 23:e plats på 50 meter frisim och på 39:e plats på 100 meter frisim.